# Ударная вязкость
Ударная вязкость — способность материала поглощать механическую энергию в процессе деформации и разрушения под действием ударной нагрузки.
Основным отличием ударных нагрузок от испытаний на растяжение-сжатие или изгиб является гораздо более высокая скорость выделения энергии. Таким образом, ударная вязкость характеризует способность материала к быстрому поглощению энергии.
Обычно оценивается работа до разрушения или разрыва испытываемого образца при ударной нагрузке, отнесённой к площади его сечения в месте приложения нагрузки. Выражается в Дж/см2 или в кДж/м2.
Ударную вязкость обозначают KCV, KCU, KCT.
KC – символ ударной вязкости, третий символ показывает вид надреза: острый (V), с радиусом закругления (U), трещина (Т)

## Методы испытаний

Образец с надрезом для испытаний на 3-х точечный изгиб.

Существующие лабораторные методы отличаются по
- способу закрепления образца на испытательном стенде
- способу приложения нагрузки — падающая гиря, маятник, молот…
- наличию или отсутствию надреза в месте приложения удара

Для испытания «без надреза» выбирается лист материала с равной толщиной по всей площади. При проведении испытания «с надрезом» на поверхности листа проделывается канавка, как правило, на стороне, обратной по отношению к месту удара, на всю ширину (длину) образца, глубиной на 1/2 толщины.
Ударная вязкость при испытании «без надреза» может превышать результат испытаний «с надрезом» более чем на порядок.
Среди распространенных методов испытаний на ударную вязкость следует отметить:
- Испытания по Шарпи
- Испытания по Гарднеру
- Испытания по Изоду